# تقي
تقي هي جماعة قروية في عمالة أكادير إداوتنان، بجهة سوس ماسة، في المغرب. وهي تضم 8773 نسمة، حسب الإحصاء العام للسكان والسكنى لسنة 2014.

## دواوير الجماعة
- دوار أكادير إداوسوار
- دوار تاتلت
- دوار إمي إغزر
- دوار تمكونسي
- دوار أوسرخت
- دوار تملالت
- دوار تمكالت
- دوار تمرستين
- دوار تينفتاح
- دوار إسك
- دوار إغرغارن
- دوار أنسيس
- دوار الانفوكت
- دوار تسكينت

## التعليم
قائمة المؤسسات التعليمية في تقي:
- مجموعة مدارس الإمام البخاري (المركزية: تقي / الوحدات: إمي إغزر - تكروتنال - أوسرخت - تمرستين - تمكالت)
- مجموعة مدارس أنسيس (المركزية: أنسيس / الوحدات: أومسكرت - تتلت - تمكونسي - ألنفوكت)
- مجموعة مدارس الشلالات (المركزية: إسك / الوحدات: إغرغارن - بيفيخشو - تينفتاح)
- مجموعة مدارس سد عبد المومن (المركزية: تسكينت/ الوحدات: إكي نبلال - أكادير إداوسوار - تملالت - تالكوت)
- إعدادية الزبير بن العوم (دوار إسك)

## النقل والطرق
يبعد مركز جماعة تقي عن مدينة أكادير بـ 70 كلم (حوالي ساعة ونصف)، يمكن الوصول إلى مركز جماعة تقي، مروراً بالطريق الوطنية عبر أمسكرود. وبعد الوصول إلى جماعة بيكودين الإنعطاف يساراً وإكمال الإتجاه نحو الطريق الإقليمية 1001 إلى غاية مركز جماعة تقي.